# Dichotomius quadraticeps
Dichotomius quadraticeps là một loài bọ cánh cứng trong họ Bọ hung (Scarabaeidae).